# Hebetica limacodes
Hebetica limacodes är en insektsart som beskrevs av Hermann Burmeister. Hebetica limacodes ingår i släktet Hebetica och familjen hornstritar. Inga underarter finns listade i Catalogue of Life.